# IBM Telum

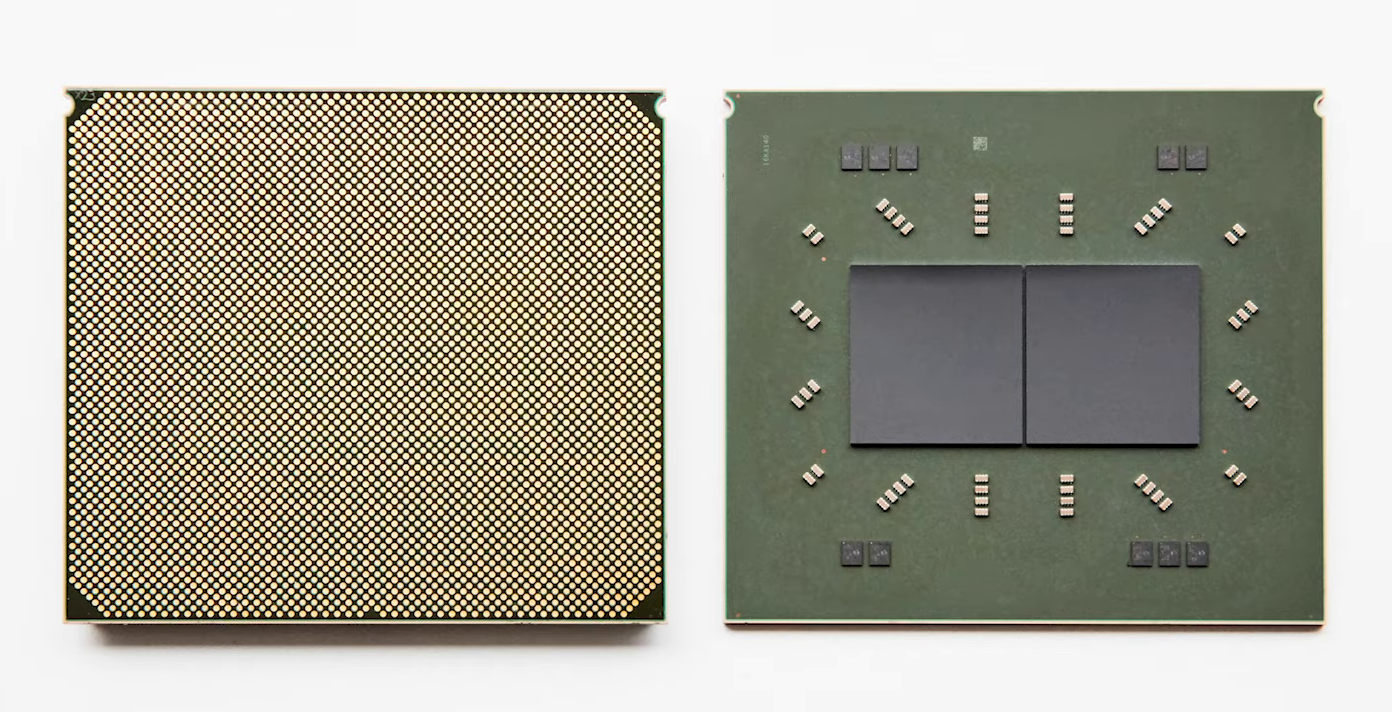
Telum マイクロプロセッサの表面と裏面

IBM Telumは2021年に発表されたIBMのメインフレーム用の64ビットマイクロプロセッサ。2024年にTelum IIが発表された。

## 概要
IBM Telumは、IBMメインフレームのIBM z用に開発された64ビットz/Architectureのマイクロプロセッサで、2021年8月23日にHot Chips 2021で発表された。Telumはトランザクション実行中にAI推論を行うアクセラレータをオンチップに搭載するIBMで最初のプロセッサである。Telumを搭載したシステムは2022年半ばに計画された。2022年4月にTelumを搭載したIBM z16が発表された。
Terumチップは8コアでスーパースカラーかつアウト・オブ・オーダーのパイプラインを備え、異なるエンタープライズクラスのワークロード要求に最適化された5GHz以上のクロックで柔軟に稼働する。完全に再設計されたキャッシュとキャッシュ間インフラストラクチャはコアあたり32MBのキャッシュを備え、最大32 Telumチップのスケールができる。
Telumマイクロプロセッサは、2022年4月発表・5月出荷開始のIBM z16に初めて搭載された。7nmチップを採用し、動作周波数は5.2GHzで、従来のz15と比較してCPUコアあたり11%のパフォーマンス改善を実現した。
2024年8月にIBMはHot Chips 2024で次期IBM Telum IIプロセッサーのアーキテクチャーの詳細を公開した。動作周波数は5.5GHz、コア数は8で、各コアに36MBのL2キャッシュを搭載し、また統合型AIアクセラレーターにより低レイテンシーで高スループットのトランザクション内AI推論を可能にした。Telum IIを搭載したIBM Zおよび LinuxONEの提供開始は2025年の予定。